# 태풍 프라피룬 (2000년)
태풍 프라피룬(태풍 번호 0012, JTWC 지정 번호 20W, 국제명 PRAPIROON)은 북서태평양에 발생한 2000년의 12번째 태풍으로서, 한반도에 상륙하여 대한민국과 조선민주주의인민공화국에 큰 피해를 냈다.

## 태풍의 진행

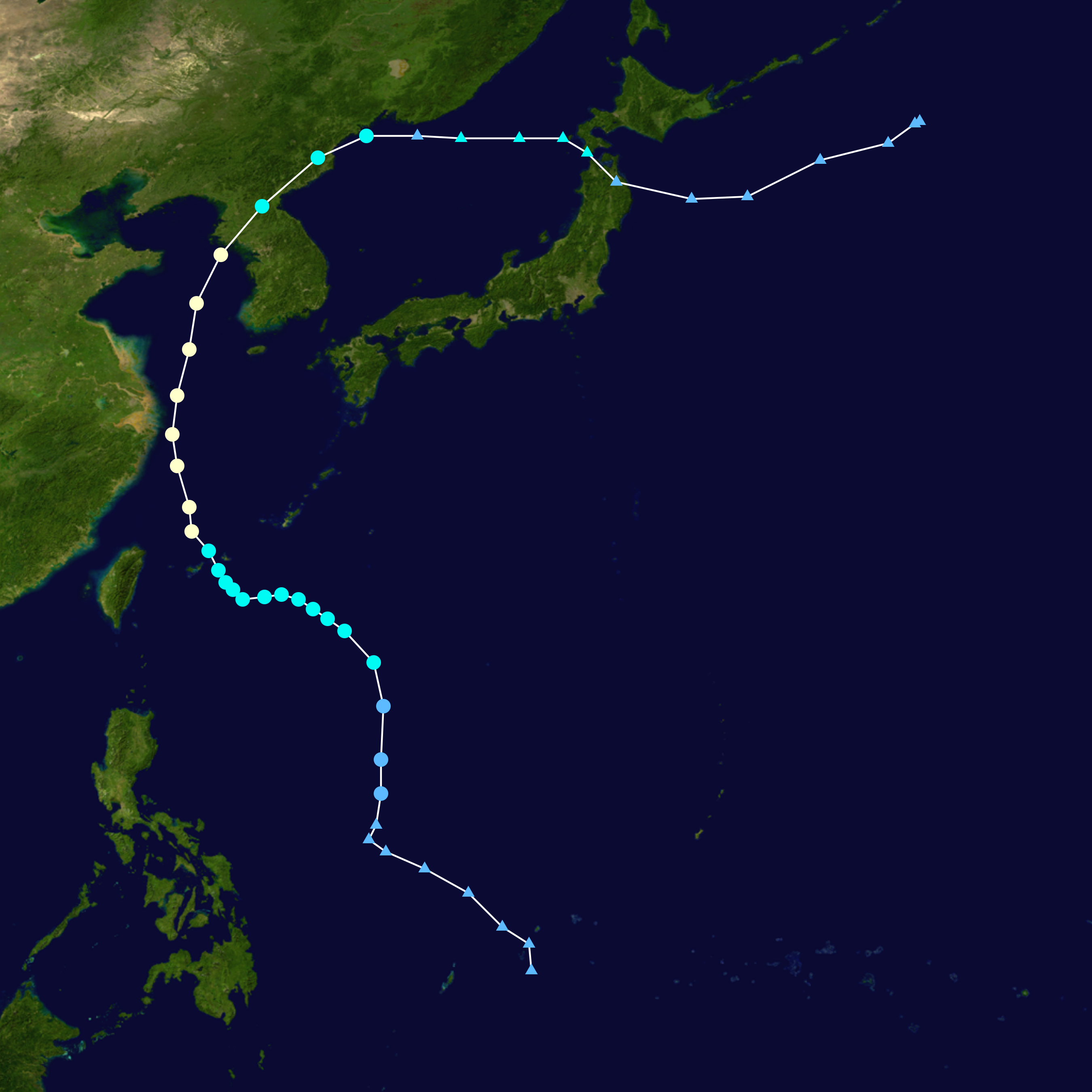
태풍 프라피룬의 경로

2000년 8월 24일, 필리핀의 동쪽 먼 바다에서 발생한 열대저기압은 북서로 진행했으며, 일본 기상청은 8월 27일 오전 3시를 기해 이 열대저기압의 세력을 중심기압 992 hPa / 최대풍속 18 m/s 로 해석, 태풍으로 승격시켰다. 그리하여 “프라피룬”으로 이름 붙여진 이 태풍은 처음에는 순조롭게 발달하면서 서~서북서진하여, 28일 오후에는 중심기압 980 hPa / 최대풍속 30 m/s 의 세력으로 일본 미야코섬의 남쪽 약 200 km 해상에 이르렀지만, 이 무렵부터 진행 속도가 느려지는 것과 함께 발달마저 더디게 되어, 뚜렷한 변화 없이 류큐 열도의 남서부에서 정체하는 모습을 보였다.
이 과정에서, 태풍은 서진 경향을 그대로 유지하여 중국 대륙 또는 대만에 상륙할 것이라는 예상이 지배적이었다. 그러나 진로가 조금씩 북쪽으로 틀어짐과 동시에 진행 방향은 서북서에서 북서로, 다시 북서에서 북북서로 바뀌었고, 8월 30일에는 거의 진북으로 나아가기 시작하여 동중국해를 종단, 한반도를 향해 북상했다. 그러면서 태풍은 재발달해, 중심기압 965 hPa / 최대풍속 35 m/s 의 강도 “강”으로 강화되었다. 이윽고 8월 31일 오전 9시에 제주도 서쪽 약 250 km 부근 해상을 통과한 뒤 약 40 km/h 의 다소 빠른 속도로 서해를 가로질러, 같은 날 밤 늦게 인천 앞바다를 통과해 북한 황해도 옹진 반도에 상륙했다. 태풍이 서해상으로 북상하면서 제주도와 전라도, 충청도, 인천광역시, 경기도, 서울특별시에 큰 피해를 남겼다. 상륙 시 세력은 중심기압 975 hPa / 최대풍속 30 m/s 의 강도 “중”, 크기는 “중형”이었으며, 상륙 후에는 급속히 약화되어 북한 내륙을 관통한 뒤 9월 1일 오후 9시에는 연해주 연안에서 온대저기압으로 변질되었다.

## 특징
강수량이 적고 바람이 강한, 전형적인 “바람에 의한 태풍”으로 꼽힌다. 최성기의 세력은 중심기압 965 hPa / 최대풍속 35 m/s 로, 평균적인 수준이었으나, 고위도에 이르러서도 좀처럼 쇠퇴하지 않았던 점, 서해를 타고 북상하는 경로를 취해 한반도 전역을 태풍의 위험반원에 놓이게 했던 점, 상륙 직전까지 “대형”의 크기를 유지했던 점, 여기에 다소 빨랐던 진행 속도 등이 복합적으로 작용하면서 그 경로가 대한민국 본토로부터 서쪽으로 약 150 km 이상 떨어져 있었음에도 전국적으로 매우 강한 바람을 동반할 수 있었다. 특히 태풍의 중심권에 가까웠던 서해의 도서 지역과 호남, 충남, 서울, 경기, 인천 지역은 직격탄을 맞아, 흑산도에서는 최대순간풍속 58.3 m/s, 최대풍속 47.4 m/s를 관측, 최대순간풍속과 최대풍속 두 부문에서 당시의 역대 1위 기록을 모두 경신했다. 최대순간풍속은 1992년 이래 약 8년 만의 기록 경신, 최대풍속은 1954년 이래 약 46년 만의 기록 경신이 되었다. (풍속 1위 기록은 2003년에 “태풍 매미”가 내습하면서 다시 한번 바뀌게 된다) 꽤 높은 위도에 위치하고 있는 옹진 반도에 상륙했기 때문에 상륙 시 세력은 중심기압 975 hPa / 최대풍속 30 m/s 가 되어있지만, 만약 남해안에 상륙했다고 가정하면 루사나 페이에 필적하는 세력으로의 상륙이 되었을 것이라 평가되는 태풍이다.

## 기록

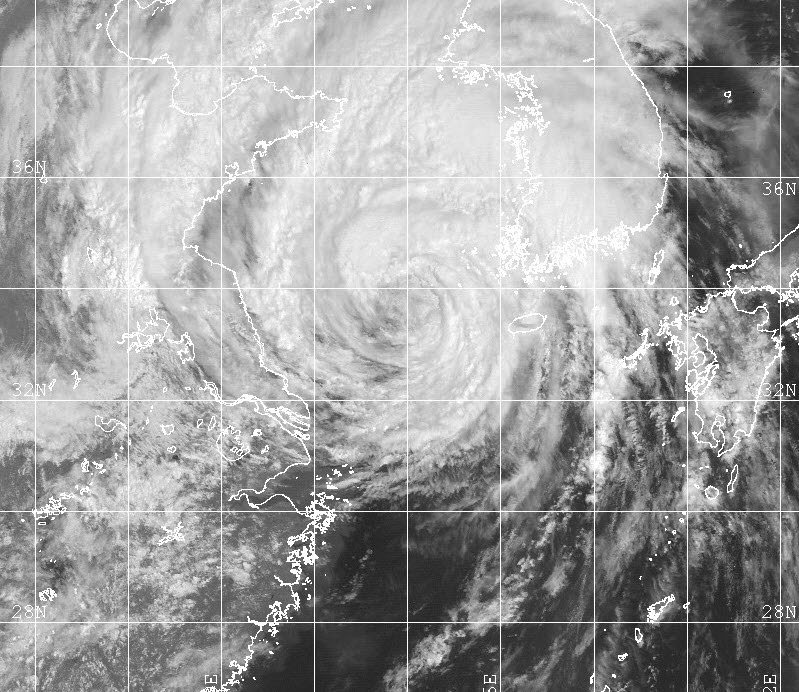
한반도에 접근하고 있는 태풍 프라피룬 (8월 31일)

- 최대순간풍속 (상위 6지점)
  - 흑산도 58.3 m/s
  - 고산 38.8 m/s
  - 서산 33.6 m/s
  - 인천 32.8 m/s
  - 완도 31.4 m/s
  - 여수 31.1 m/s

- 최대풍속 (상위 6지점)
  - 흑산도 47.4 m/s
  - 고산 28.9 m/s
  - 여수 26.4 m/s
  - 완도 23.0 m/s
  - 서산 22.5 m/s
  - 목포 21.4 m/s

- 최저해면기압 (상위 3지점)
  - 흑산도 980.1 hPa
  - 백령도 982.6 hPa
  - 강화 985.5 hPa

- 일최다강수량 (상위 3지점)
  - 해남 99.5 mm
  - 제주 93.5 mm
  - 고산 90.5 mm

## 피해
이 태풍의 상륙에 앞서 대한민국에서는 전선과 같은 해의 제10호 태풍 빌리스 등의 영향으로 집중호우가 계속되고 있었다. 시기가 겹치기 때문에, 피해 집계 결과에는 태풍과 집중호우의 피해액이 합산되어 있다.

### 대한민국
- 인명 피해[4]
  - 사망·실종 28명
  - 이재민 2000여 명
- 재산 피해[4]
  - 2600억여 원 (2002년 화폐가치 기준)

### 북한
자세한 피해 상황은 보고되지 않았지만, 유엔 인도 주의문제조정관실은 이 태풍에 의한 호우로 인해 조선민주주의인민공화국에서 42명이 사망했다고 밝혔다.

## 관련 통계
| 순위 | 발생일      | 태풍명        | 재산 피해액 (억원) |
| ---- | ----------- | ------------- | ------------------ |
| 1위  | 0215        | 루사          | 51,479             |
| 2위  | 0314        | 매미          | 42,225             |
| 3위  | 0603        | 에위니아      | 18,344             |
| 4위  | 9907        | 올가          | 10,490             |
| 5위  | 1214 / 1215 | 덴빈 / 볼라벤 | 6,365              |
| 6위  | 9507        | 재니스        | 4,563              |
| 7위  | 8705        | 셀마          | 3,913              |
| 8위  | 1216        | 산바          | 3,657              |
| 9위  | 9809        | 예니          | 2,749              |
| 10위 | 0012        | 프라피룬      | 2,521              |

| 순위 | 태풍 번호   | 태풍 이름 | 최대 풍속 | 관측 연월일 | 관측 장소 |
| ---- | ----------- | --------- | --------- | ----------- | --------- |
| 1위  | 0314        | 매미      | 51.1 m/s  | 2003/9/12   | 고산      |
| 2위  | 1618        | 차바      | 49.0 m/s  | 2016/10/5   | 고산      |
| 3위  | 0012        | 프라피룬  | 47.4 m/s  | 2000/8/31   | 흑산도    |
| 4위  | 2009        | 마이삭    | 45.0 m/s  | 2020/9/3    | 고산      |
| 4위  | 5412        | 쥰        | 45.0 m/s  | 1954/9/14   | 울릉도    |
| 6위  | 0215        | 루사      | 43.7 m/s  | 2002/8/31   | 고산      |
| 7위  | 0711        | 나리      | 43.0 m/s  | 2007/9/16   | 고산      |
| 8위  | 1904년 태풍 | -         | 42.4 m/s  | 1904/8/18   | 목포      |
| 9위  | 1905년 태풍 | -         | 42.3 m/s  | 1905/9/2    | 목포      |
| 10위 | 1913        | 링링      | 42.2 m/s  | 2019/9/7    | 흑산도    |

| 순위 | 태풍 번호 | 태풍 이름 | 최대 순간 풍속 | 관측 연월일 | 관측 장소 |
| ---- | --------- | --------- | -------------- | ----------- | --------- |
| 1위  | 0314      | 매미      | 60.0 m/s       | 2003/9/12   | 제주      |
| 2위  | 0012      | 프라피룬  | 58.3 m/s       | 2000/8/31   | 흑산도    |
| 3위  | 0215      | 루사      | 56.7 m/s       | 2002/8/31   | 고산      |
| 4위  | 1618      | 차바      | 56.5 m/s       | 2016/10/5   | 고산      |
| 5위  | 1913      | 링링      | 54.4 m/s       | 2019/9/7    | 흑산도    |
| 6위  | 0711      | 나리      | 52.4 m/s       | 2007/9/17   | 울릉도    |
| 7위  | 1215      | 볼라벤    | 51.8 m/s       | 2012/8/28   | 완도      |
| 8위  | 9219      | 테드      | 51.0 m/s       | 1992/9/25   | 울릉도    |
| 9위  | 2009      | 마이삭    | 49.2 m/s       | 2020/9/3    | 고산      |
| 10위 | 8613      | 베라      | 49.0 m/s       | 1986/8/28   | 울진      |

## 같이 보기
- 태풍 프라피룬
- 태풍 루사
- 태풍 곤파스 (2010년)
- 태풍 무이파 (2011년)
- 태풍 카눈 (2012년)
- 태풍 링링 (2019년)
- 태풍 카눈 (2023년)